# Casiornis
Casiornis é um género de ave da família Tyrannidae.
Este género contém as seguintes espécies:
- Casiornis rufus
- Casiornis fuscus